# Masters de la Rhin-Main de snooker 2010
Le Masters de la Rhin-Main 2010 est un tournoi de snooker classé mineur, qui s'est déroulé du 22 au 24 octobre 2010 au Walter Kobel Sporthalle de Rüsselsheim en Allemagne.

## Déroulement
Il s'agit de la neuvième épreuve du Championnat européen des joueurs, une série de tournois disputés en Angleterre (7 épreuves) et en Europe continentale (5 épreuves), lors desquels les joueurs doivent accumuler des points afin de se qualifier pour la grande finale à Dublin.
L'événement compte un total de 128 participants dans le tableau final. Le vainqueur remporte une prime de 10 000 €.
Le tournoi est remporté par l'Écossais Marcus Campbell qui domine largement Liang Wenbo en finale par 4 manches à 0.
Deux breaks maximums ont été réalisés lors du tournoi, au premier tour par Mark Williams et au troisième tour par Thanawat Thirapongpaiboon, le Thailandais devenant ainsi le plus jeune joueur à réaliser cet exploit à 16 ans et 312 jours.

## Dotation
La répartition des prix est la suivante :
- Vainqueur : 10 000 €
- Finaliste : 5 000 €
- Demi-finaliste : 2 500 €
- Quart de finaliste : 1 400 €
- 8èmes de finale : 1 000 €
- 16èmes de finale : 500 €
- Deuxième tour : 200 €
- Vainqueur du tournoi "consolante" : 1 500 €
- Finaliste du tournoi "consolante" : 500 €
- Dotation totale : 50 000 €

## Phases finales
|  | Quarts de finale au meilleur des 7 manches | Quarts de finale au meilleur des 7 manches | Quarts de finale au meilleur des 7 manches |             |             | Demi-finales au meilleur des 7 manches | Demi-finales au meilleur des 7 manches | Demi-finales au meilleur des 7 manches |  |  | Finale au meilleur des 7 manches | Finale au meilleur des 7 manches | Finale au meilleur des 7 manches |
|  |                                            |                                            |                                            |             |             |                                        |                                        |                                        |  |  |                                  |                                  |                                  |
|  |                                            | Barry Hawkins                              | 1                                          |             |             |                                        |                                        |                                        |  |  |                                  |                                  |                                  |
|  |                                            | Ken Doherty                                | 4                                          |             |             |                                        |                                        |                                        |  |  |                                  |                                  |                                  |
|  |                                            | Ken Doherty                                | 4                                          |             | Ken Doherty | 3                                      |                                        |                                        |  |  |                                  |                                  |                                  |
|  |                                            |                                            |                                            |             | Ken Doherty | 3                                      |                                        |                                        |  |  |                                  |                                  |                                  |
|  |                                            |                                            | Marcus Campbell                            | 4           |             |                                        |                                        |                                        |  |  |                                  |                                  |                                  |
|  |                                            | Marcus Campbell                            | Marcus Campbell                            | 4           | 4           |                                        |                                        |                                        |  |  |                                  |                                  |                                  |
|  |                                            | Marcus Campbell                            |                                            |             | 4           |                                        |                                        |                                        |  |  |                                  |                                  |                                  |
|  |                                            | Judd Trump                                 | 1                                          |             |             |                                        |                                        |                                        |  |  |                                  |                                  |                                  |
|  |                                            |                                            |                                            |             |             |                                        |                                        |                                        |  |  |                                  | Marcus Campbell                  | 4                                |
|  |                                            |                                            |                                            | Liang Wenbo | 0           |                                        |                                        |                                        |  |  |                                  |                                  |                                  |
|  |                                            | Mark Selby                                 | 2                                          |             |             |                                        |                                        |                                        |  |  |                                  |                                  |                                  |
|  |                                            | Liang Wenbo                                | 4                                          |             |             |                                        |                                        |                                        |  |  |                                  |                                  |                                  |
|  |                                            | Liang Wenbo                                | 4                                          |             | Liang Wenbo | 4                                      |                                        |                                        |  |  |                                  |                                  |                                  |
|  |                                            |                                            |                                            |             | Liang Wenbo | 4                                      |                                        |                                        |  |  |                                  |                                  |                                  |
|  |                                            |                                            | Andrew Higginson                           | 1           |             |                                        |                                        |                                        |  |  |                                  |                                  |                                  |
|  |                                            | Michael White                              | Andrew Higginson                           | 1           | 2           |                                        |                                        |                                        |  |  |                                  |                                  |                                  |
|  |                                            | Michael White                              |                                            |             | 2           |                                        |                                        |                                        |  |  |                                  |                                  |                                  |
|  |                                            | Andrew Higginson                           | 4                                          |             |             |                                        |                                        |                                        |  |  |                                  |                                  |                                  |

## Finale
| Finale au meilleur des 7 manches Arbitre : ???           |                          |                   |
| Marcus Campbell Écosse                                   | 4 - 0 ( - )              | Liang Wenbo Chine |
| 0 32                                                     | Centuries Meilleur break | 0 41              |
| Marcus Campbell remporte le Masters de la Rhin-Main 2010 |                          |                   |